# James Baldwin
James Arthur Baldwin (2. kolovoza, 1924. – 30. studenog, 1987.) bio je afro-američki pisac, pjesnik, esejist, dramaturg, najpoznatiji po svom romanu Idi i reci to na gori (Go Tell It on the Mountain). Većina njegovih djela obrađuje teme rasizma i seksualnosti u američkom društvu sredinom 20. stoljeća. Njegovi romani su poznati po osobnom pristupu istraživanja identiteta, kao i zbog načina na koji ispituje složene socijalne i psihološke pritiske vezane za činjenice što je netko crnac i gej u vremenu socijalne, kulturne i političke diskriminacije ovih društvenih skupina.

## Životopis
Baldwin je rođen 1924. godine kao prvo dijete majke koja će imati devetoro djece. Nikada nije upoznao svog biološkog oca, ali je svog očuha Davida Baldwina poznavao kao jedinu očinsku figuru. David je bio surov prema obitelji i nije podržavao Jamesovo zanimanje za književnost. S četrnaest godina James je postao propovjednik u Pentakostalnoj crkvi u Harlemu. Po završetku srednje škole u Bronxu preselio se u Greenwich Village.
Ranih 1940-ih svoje interese je usmjerio s vjere na književnost. Najveću podršku dobivao je od svog uzora Richarda Wrighta kojeg je smatrao najvećim crnim piscem na svijetu. Baldwin je svoju zbirku eseja nazvao Bilješke o domaćem sinu (Notes of a Native Son), kao jasnu referencu na Wrightov roman Native Son. Međutim, u eseju iz 1949. godine, Everybody’s Protest Novel, Baldwin je napisao da Wrightov Native Son, kao i Stoweov Uncle Tom’s Cabin nemaju uvjerljive likove i psihološku kompleksnost. To je pokvarilo prijateljstvo između dva pisca. Kasnije, u intervjuu za New York Times Baldwin je rekao da nije prestao obožavati Wrighta: Poznavao sam Richarda i volio sam ga. Nisam ga napadao; pokušavao sam sebi nešto razjasniti.
Afro-američki slikar Beauford Delaney je, također, imao veliki utjecaj na Baldwina. U The Price of the Ticket iz 1985. Baldwin piše da je Delaney bio za njega prvi živi dokaz da crnac može biti umjetnik. Divio se njegovoj hrabrosti, integritetu, strasti: Vidio sam ga potresenog mnogo puta i doživio sam da ga vidim slomljenog, ali ga nikada nisam vidio da se klanja.
Kao i mnogi drugi američki pisci i spisateljice tog doba, Baldwin se preselio u Francusku 1948. na duže vrijeme. Bio je u Parizu, gdje su se također nalazili i Ernest Hemingway, Gertrude Stein, F. Scott Fitzgerald, Richard Wright i mnogi drugi. Kada se vratio u Ameriku aktivno se uključio u Pokret za ljudska prava. Sudjelovao je 1963. godine u Maršu na Washington s Martinom Lutherom Kingom.
Godine 1962. Baldwin je dobio nagradu George Polk za reportažu u New York Timesu.
Godine 1987. Baldwin umire od raka. Pokopan je na Ferncliff Cemetery and Mausoleum u Greenburghu.
Poštanska marka s njegovim likom tiskana je 2005. godine.

## Vanjske poveznice
Mrežna mjesta
- Baldwin in the Literary Encyclopedia
- Guardian Books "Author Page"